# Brasão de Pato Branco
O Brasão de Pato Branco, oficializado pela Lei Municipal 655/86, é descrito como: Escudo de formato ibérico, terciado em pala de blau (azul). O pato, de plumagem branca volante e centrado no chefe do escudo e a faixa ondulada no contra chefe diminuto do escudo evocam o nome do Município, revelando assim as armas falantes do lugar. A faixa branca ondulada representa o Rio Pato Branco. As duas chaves, de ouro e prata, postas em aspa do escudete de goles (vermelho) sobre a porta central da coroa mural, representam o Santo padroeiro do Município (São Pedro).

## Detalhes
O Brasão de armas do Município de Pato Branco é formado de um escudo de formato ibérico (Comum em Portugal, país colonizador), a parte central está dividida em três partes, no sentido longitudinal, ou seja, de cima para baixo, a primeira e a terceira parte são azuis. A parte azul da esquerda traz a figura de um arado antigo em dourado com as laminas de corte voltada para a esquerda. A parte azul da direita tem a imagem de um capacete alado de mercúrio, também em dourado, ambas as gravuras centralizadas. Na parte central, em cor prata, é representada uma tocha olímpica acesa, com sua cor característica, em pé, sobreposta sobre um livro aberto, no qual está escrita a seguinte frase em latim: “Sic Itur”, que significa: “Eles vão” e “Adrata”, que significa: “Para as estrelas”, formando a frase: “Eles vão para as estrelas”, escrita em letras maiúsculas pretas. Na parte superior do escudo, em vermelho, contém a gravura centralizada de um pato de plumagem branca, voando da esquerda para a direita. Na parte inferior do escudo, em cor verde, sobre ela uma faixa ondulada em cor prata. Acima do escudo, assentada, uma coroa em forma de muro, sendo visíveis cinco torres em cor prata, com portões e janelas pretas, trazendo do centro superior, um pequeno escudo, do mesmo formato do maior, em cor vermelha, carregando o símbolo de São Pedro Apóstolo: duas chaves, uma de ouro e uma de prata, postas cruzadas. Com suportes laterais: Um ramo de milho espigado, à direita; e um ramo frutificado de soja, à esquerda, em suas cores naturais. Abaixo do escudo, uma faixa vermelha com as pontas dobradas e terminadas em flama, realçado sobre os dois pés, os dois suportes, gravado o nome "Pato Branco", em letras maiúsculas e em cor prata, nas pontas em flâmula, estão gravadas as abreviaturas cronológicas: à direita: “30.10.1951”; e a esquerda”14.12.1952”; ambas em cor prata. Uma roda dentada, em dourado é desenhada em baixo do escudo maior e estando visível somente a parte superior, sendo que a parte inferior está em baixo da faixa vermelha.